# Фарасан (острів)
Острів Фарасан (араб. جزيرة فرسان) — найбільший острів із групи Фарасанських островів у Червоному морі. Розташований приблизно за 50 км від міста Джизан, крайньої південно-західної точки Саудівської Аравії, і є одним з найбільших островів у Червоному морі. Головне місто на острові — Фарасан. Навколо острова створено морський заповідник для захисту біорізноманіття.